# 可持續能源
當能源具有滿足人們當前的需求，又不損害後世子孫滿足其自身需求的能力時，就可稱為永續能源（英語：sustainable energy），也稱再生能源、可再生能源。能源是否永續，要看其對於環境、經濟及社會產生何種影響。這些影響包含有溫室氣體排放、空氣污染、能源貧困和排放有毒廢棄物等。風能、水力、太陽能和地熱能等再生能源也可能造成環境破壞，但通常比化石燃料能源更具永續性。
不可再生能源在永續能源中的作用存在爭議。核能發電不會產生碳排放，或是空氣污染，但有放射性廢棄物、核子武器擴散和發生事故風險等缺點。從使用煤碳轉向使用天然氣具有環境效益（包括降低對氣候的影響），但可能會推遲人們使用更永續的能源。發電廠可內建碳捕集與封存（CCS）設施，以捕集二氧化碳，但這項技術價格昂貴，少有實施。
化石燃料提供世界能源消耗量的85%，而此類能源系統排放全球76%的溫室氣體。開發中國家中約有7.9億人無電力可用，有26億人依賴燃燒木材或木炭等會排放污染的燃料來烹飪食物。燃燒生物質來烹飪，加上燃燒化石燃料所產生的污染物估計每年導致全球700萬人過早死亡。將全球升溫限制在2°C (3.6°F，相對於第一次工業革命之前的平均氣溫) 需要把能源的生產、分配、儲存和消耗方式改變（參見能源轉型）。當人們能普遍獲得清潔電力時，就能對氣候、人類健康和開發中國家的經濟提供重大好處。
已提出的氣候變化緩解途徑，目標為將全球升溫控制在2°C (3.6°F)。做法中包括逐步淘汰燃煤發電廠、節約能源、利用風能和太陽能等清潔能源生產更多電力，以及停止使用化石燃料，在交通運輸和建築物供暖方面改用電力。一些由再生能源產生的電力會因風力變化和陽光照射的時間而有間歇性問題。使用再生能源就須將輸電網路升級，以及增加儲能設施。一些難以電氣化的過程可使用經由低排放能源生產的綠氫作為燃料。在國際能源署（IEA）提出的2050年實現淨零排放提案中，約有35%的減排量需依靠截至2023年仍在開發中的技術。
於2019年，風能和太陽能產生的電力已佔全球的8.5%，且成本仍在持續下降中。聯合國政府間氣候變化專門委員會（IPCC）估計在2016年至2035年間，每年需要將世界國內生產毛額（GDP）的2.5%投資於新能源系統，才有機會將全球升溫限制在1.5°C (2.7°F) 以內。政府可就新清潔能源技術的研究、開發和示範提供資助。它們還可實施電氣化和建設永續交通基礎設施。最後，政府可通過碳定價、建立再生能源組合標準和逐步淘汰化石燃料補貼等政策來鼓勵清潔能源部署。這樣做也能促進各國的能源獨立及提高能源安全。

## 定義和背景

### 定義
聯合國布倫特蘭委員會在1987年提出名為《我們共同的未來》的報告，其中描述永續發展的概念，能源於其中是一關鍵組成因素。報告將永續發展定義為"一種滿足當代人的需要，又不損害後世子孫滿足自身需求的能力"。此後，這種描述已在永續能源的許多定義和解釋中被引用。
對於永續性的概念如何適用於全球能源，目前尚無普遍接受的看法。永續能源的工作定義涵蓋永續性的多個維度，例如環境、經濟和社會。從歷史上看，永續能源發展的概念一直關注於排放和能源安全兩項。而從1990年代初開始，此一概念又擴大到涵蓋更廣泛的社會和經濟層面。
在環境層面的永續性包括溫室氣體排放、對生物多樣性和生態系統的影響、危險廢棄物和有毒物質排放、水資源消耗及不可再生資源將耗用殆盡的問題。對環境造成較小影響的能源有時也被稱為綠色能源或是清潔能源。在經濟層面的永續性涵蓋經濟發展、能源有效利用和能源安全，以確保每個國家能持續取得充足的能源。社會層面的議題包括所有人獲得負擔得起且可靠的能源、勞工權利和土地權利。

### 環境影響

使用化石燃料造成的過早死亡人數（圖表中長方形面積）遠超過使用再生能源的 (圖表中長方形面積，人數甚少)

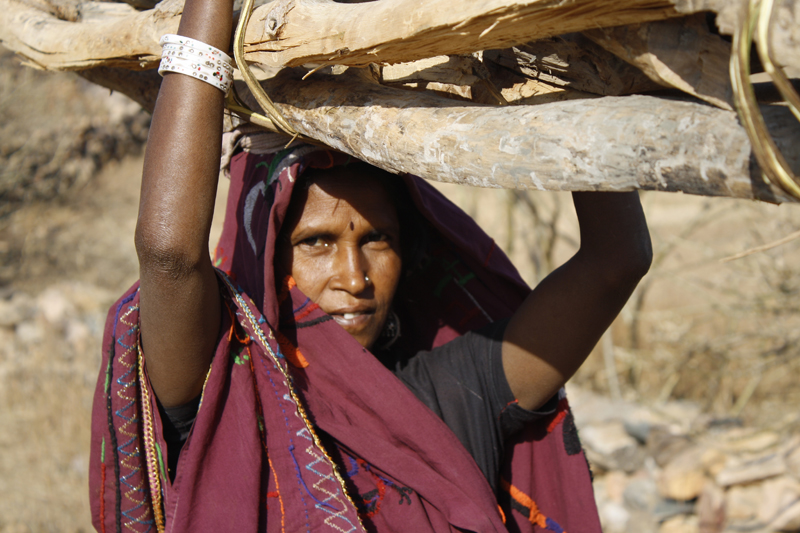
一名於印度拉賈斯坦邦撿拾柴火的鄉村婦女。在世界各地，由於使用木材和其他會產生污染的燃料於烹飪，每年都會因室內外空氣污染而造成數百萬人過早死亡。

目前的能源系統已產生許多環境問題，包括氣候變化、空氣污染、生物多樣性喪失、釋放有毒物質進入環境中以及水資源短缺。截至2019年，全球消耗的能源中有85%是透過燃燒化石燃料而來。截至2018年，能源生產和消費所產生的溫室氣體排放佔年度人為排放量的76%。 於2015年簽訂的《巴黎協定》，目的在將全球升溫限制在遠低於2°C (3.6°F) 的範圍內，最好不超過1.5°C (2.7°F)。而要實現這一目標，則需儘快減少排放，並在本世紀中葉達成淨零排放。
人類燃燒化石燃料和生物質是導致空氣污染的主要原因，每年估計造成全球700萬人過早死亡，其中又以低收入和中等收入國家中的人數最多。發電廠、車輛和工廠燃燒化石燃料是導致酸雨發生的主要原因。空氣污染是導致非傳染性疾病死亡的第二大原因。估計全球有99%的人口，其居住環境的空氣污染水平均超過世界衛生組織（WHO）建議的上限。
使用木材、動物糞便、煤碳或是煤油等污染性燃料烹飪幾乎是所有室內空氣污染的罪魁禍首，估計每年導致160至380萬人的過早死亡，這同時也是造成室外空氣污染的重要原因。受害者集中在負責烹飪的女性和幼痛身上。
化石燃料造成的環境影響不止在其燃燒。發生於海上的油外洩會危害海洋生物，並可能引發火災及釋放有毒排放。全球約10%的水用於能源生產過程，主要用於火力發電廠的冷卻用途。在乾旱地區，會因此導致水資源短缺。生物能源生產、煤碳開採和加工以及石油開採也需大量用水。過度伐木和採伐其他可燃材料，燃燒後會對當地環境造成嚴重破壞，包括沙漠化。

### 永續發展目標

世界地圖，顯示於2016年無電力供應的地區，主要集中在撒哈拉以南非洲和印度次大陸。

在限制氣候變化、維持經濟成長和提高生活水平方面，以永續的方式滿足現有和未來的能源需求是種嚴峻的挑戰。提供人民可靠且負擔得起的能源，特別是電力，對於醫療保健、教育和經濟發展非常重要截至2020年，開發中國家有7.9億人無電力可用，約有26億人使用會產生污染的燃料烹調食物。
改善最低度開發國家的能源取得以及提升能源潔淨度是實現聯合國2030年永續發展目標的關鍵要點。永續目標涵蓋有氣候行動及性別平等等一系列議題。永續發展目標7中呼籲"人人獲得負擔得起的、可靠的、可持續的現代能源"，包含到2030年有普及的電力供應和清潔烹飪設施。

## 節約能源

全球能源使用分布極度不均。像美國和加拿大等已開發國家，其人均能源消耗量是非洲一些最低度開發國家的100倍 。

能源效率 - 使用更少的能源而能提供相同的商品或服務，或用更少的商品而能獲得類似的服務 - 是許多永續能源策略的基石。IEA估計，提高能源效率可實現《巴黎協定》中將溫室氣體減排40%的目标。
要節約能源，可透過提高電器、車輛、工業流程和建築的效率來達成。另一種方法是透過更好的建築設計和材料回收，而用到更少的材料（通常生產這些材料需要耗用大量能源）。另一種節約能源的做法是行為改變，例如利用視訊會議取代長途出差，或透過騎自行車、步行或公共交通而非駕車進行城市旅行。政府提高能源效率的政策可包括制定建築規範、最低能源效率標準、碳定價以及開發節能基礎設施以鼓勵交通方式劃分。
全球經濟能源強度（單位國內生產毛額（GDP）所消耗的能源數量）是經濟中的能源效率粗略指標。於2010年，全球能源強度為每美元GDP消耗5.6兆（萬億）焦耳（1.6千瓦時（度））。聯合國的目標是能源強度要在2010年至2030年間每年降低2.6%。但近年來此一目標尚未實現。例如在2017年至2018年間，能源強度僅下降1.1%。效率提高後往往會帶來反彈效應（參見傑文斯悖論），即消費者將節省下來的錢購買更多能源密集型商品和服務。例如最近交通和建築方面的效率改進在很大程度上被消費者行為所抵消（他們通常會選擇購買更大的車輛和房屋）。

## 永續能源

### 再生能源

Covid-19大流行疫情後的經濟復甦、高化石燃料價格引發的全球能源危機，以及各國的政策支持，而強化在清潔能源方面的投資。

再生能源對永續能源而言非常重要，因為其通常可加強能源安全，且比化石燃料排放更少的溫室氣體。再生能源專案有時會引起重大的永續性問題，例如當具有高生態價值的地區轉變用於生產生物能源，或是用作風能或太陽能發電場所時，會危及當地的生物多樣性。
水力發電是最大的再生發電能源，而太陽能和風能發電正在迅速成長。對大多數國家而言，太陽能光電和陸域風能發電是便宜的發電能源。對於目前無法享用電力的7.7億人中，到2030年會有一半以上可透過迷你太陽能光電網等分散式再生能源取得便宜供電。.聯合國的目標是在2030年大幅增加再生能源的佔比。根據IEA，風能和太陽能等再生能源現已成為常見的發電能源，在全球發電新投資中的佔比達到70%。IEA預計再生能源將在未來三年內取代煤碳成為全球發電的主流。

#### 太陽能

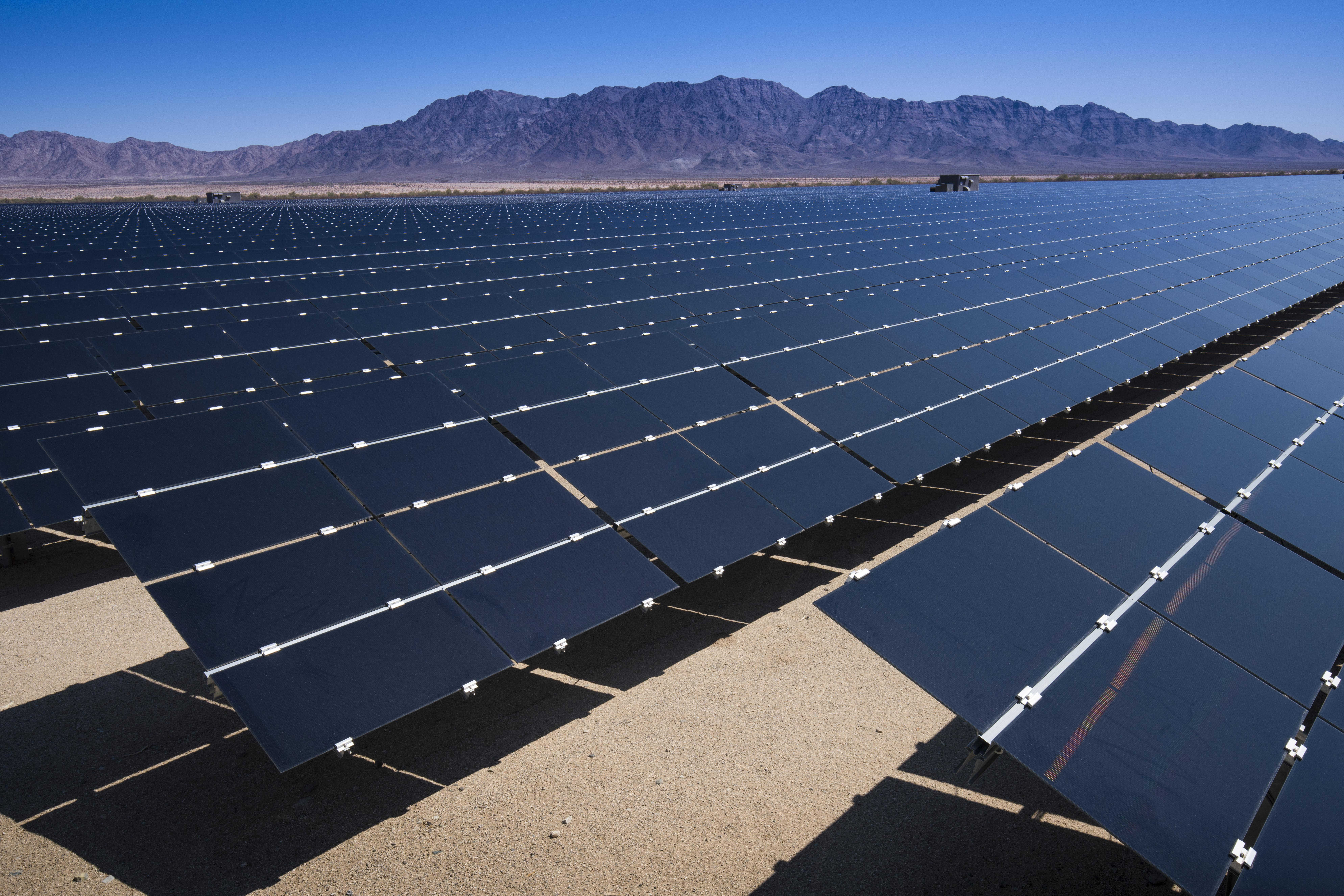
一處位於美國加利福尼亞州的太陽能光電發電廠。

太陽是地球的主要能源，在許多地區都是清潔且豐富的資源。於2019年，太陽能發電約佔全球電力供應的3%，主要透過太陽能光電 (PV) 的面板模組實現。預計太陽能光電到2027年將成為全球裝置容量最大的發電能源。這些面板模組安裝在建築物頂部或安裝在公用事業規模的太陽能園區中。太陽能光電模組的成本迅速下降，推動全球產能強勁成長。在許多地方新太陽能光電的電力成本已較現有燃煤電廠的更為便宜。對未來能源的各種預測都將太陽能光電視為永續能源組合中的重要成分之一。
太陽能光電面板模組的大多數均可輕鬆回收，但在缺乏監管的情況下並不一定會達成。面板通常含有重金屬，如果將其送入垃圾掩埋場，會帶來環境風險。一塊太陽能面板只需不到兩年的時間就能產生足以生產同樣面板的電力。如果將材料回收而重複使用，而非完全新造，將會用到更少的能源。
在聚光太陽能熱發電的發電方式，太陽光線被透鏡/反光鏡聚集，加熱流體介質，推動熱機發電。聚光太陽能熱發電可儲存熱能，在夜間繼續發電，用來支持可調度發電。太陽熱能除可用來發電以外，還可用於為水加熱、為建築物供暖、作乾燥用和進行海水淡化。

#### 風能

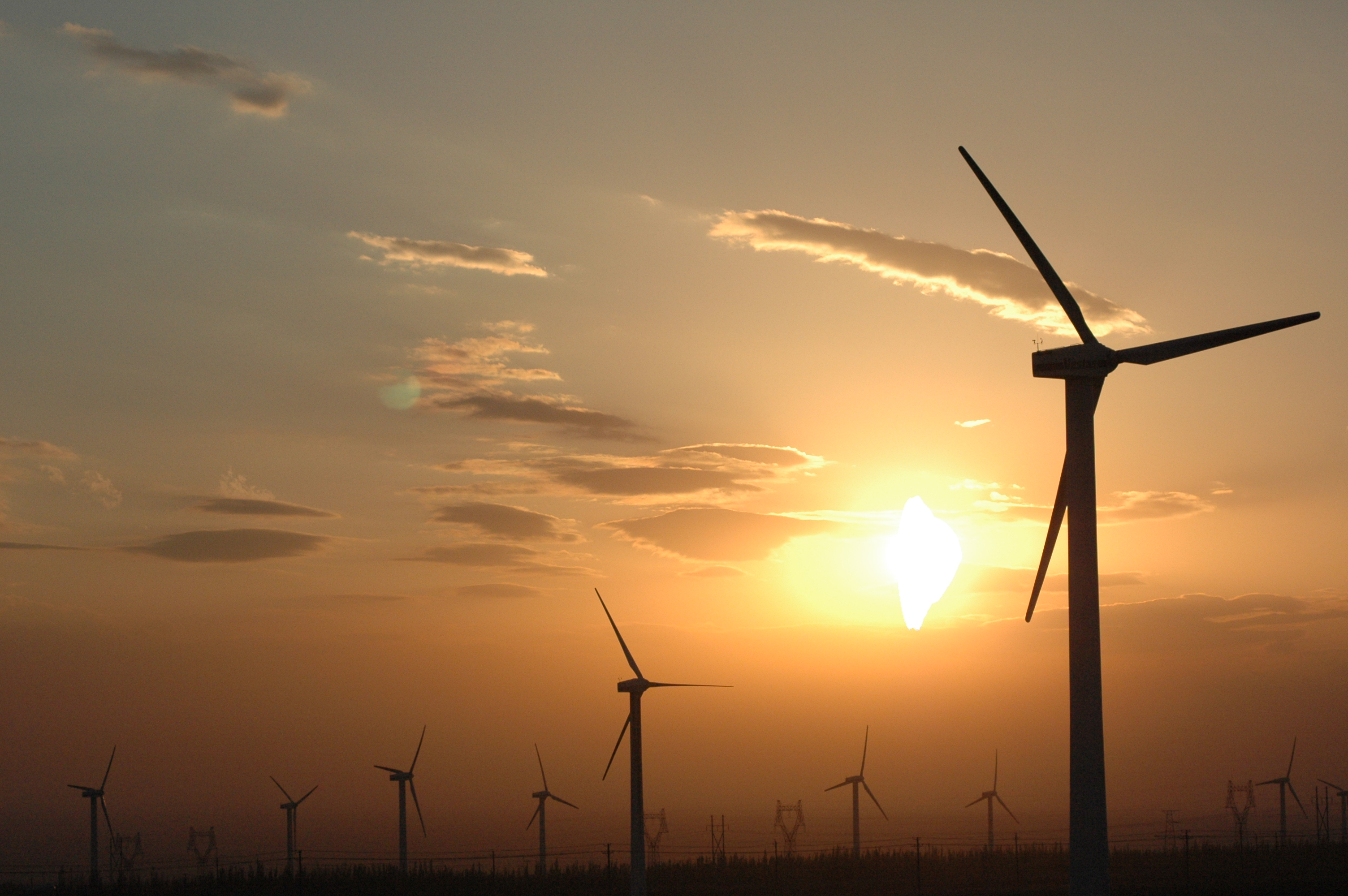
一處位於中國新疆維吾爾自治區的風力發電廠。

風力在過去幾千年來一直是人類發展的重要推力，為工業過程、水泵和帆船提供動力。現代則透過風力發電機發電，於2019年提供全球約6%的電力。陸域風電廠的電力成本通常比現有燃煤電廠便宜，可與天然氣和核能發電競爭。風力發電機也可裝置在海上，海上的風力比陸地上更穩定、更強，但建造和維護成本更高。
陸域風電廠通常建在野外或是鄉村地區，對景觀會有視覺上的影響。雖然蝙蝠和鳥類與風力發電機碰撞，會造成死亡，但其程度低於窗戶和架空輸電線路所造成的。發電機產生的噪音和閃爍的燈光可能會為鄰近造成干擾，因此不適合在人口稠密地區附近架設。風力發電不會如核能和化石燃料發電廠般要消耗大量的水。建造風力發電機所需的能量很少。發電機的葉片無法完全回收，目前正研究，以製造更易回收的葉片。

#### 水力

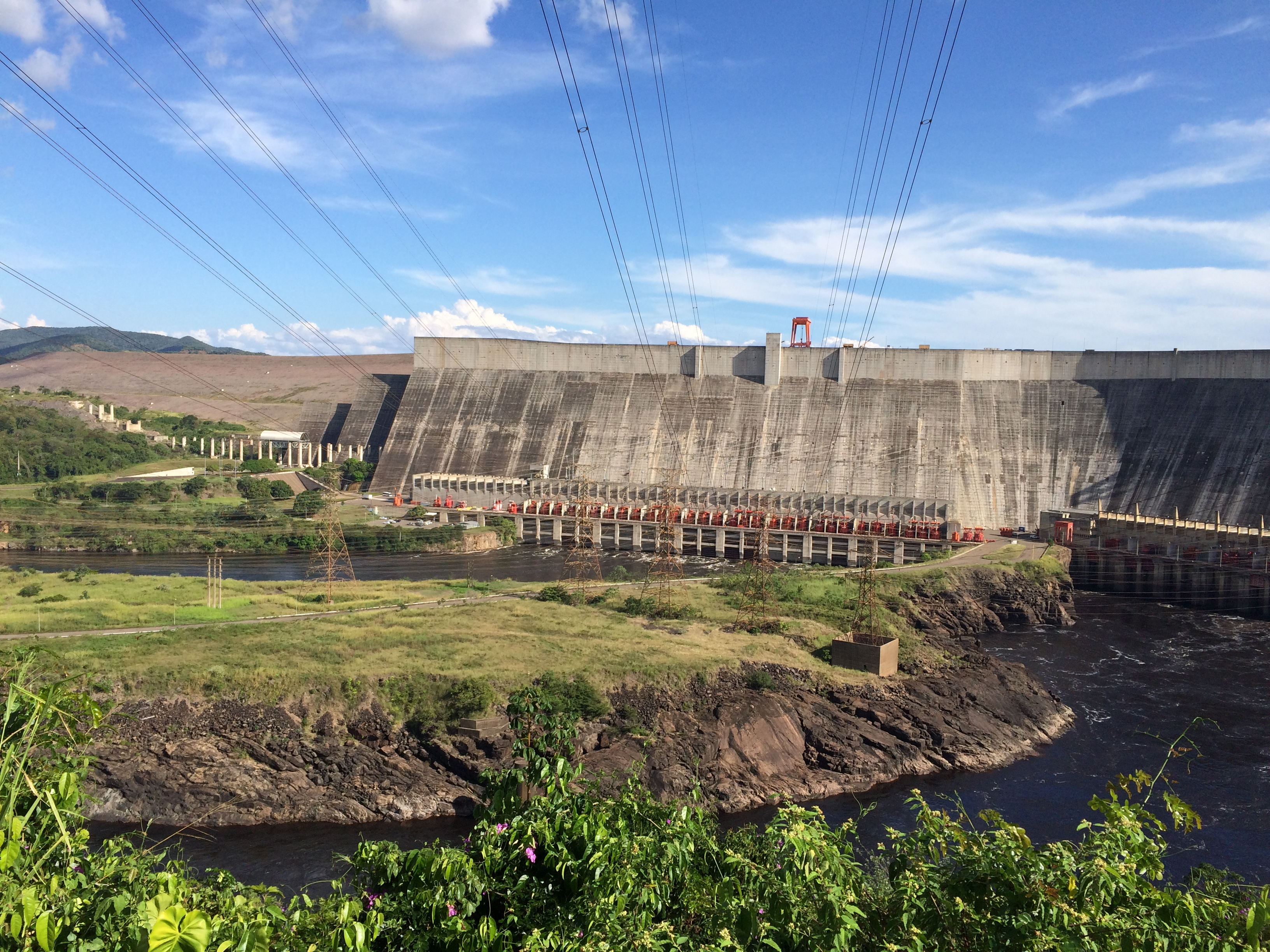
位於委內瑞拉的古里水電站（為世界已建成裝機容量第三大的水力發電廠。）

水力發電廠將流動水的能量轉化為電能。 於2020年，水力發電佔全球電力生產的17%，而在20世紀中後期，水力發電的佔比曾經接近20%。
傳統的水力發電通常是築壩蓄水，形成水庫。傳統水力發電廠能提供高度靈活、可調度的電力供應。它們與風能和太陽能發電相結合，以滿足電力的尖峰需求，同時在風能和太陽能發電較少時，增加發電作為補充。
川流式發電與築壩式發電相比，對環境的影響通常較小。然而此種發電能力取決於河流的水量，而河流水量會隨著日常和季節性的天氣變化而異。水庫則提供水量控制，用於防洪和靈活電力輸出，同時也為乾旱期間的飲用水和灌溉需求提供保障。
水力發電是單位能源產生溫室氣體排放量最低的能源之一，但不同項目的排放量差異很大。最高的排放量往往發生在熱帶地區的大型水庫。當水庫開始蓄水，淹沒於其中的生物質在分解後會將二氧化碳和甲烷排放進入大氣。森林砍伐和氣候變化會導致水庫的發電量減少。在不同地點建造大型水庫可能會導致當地居民流離失所，並對環境造成嚴重破壞，潛在的水壩潰決可能會讓周圍的居民面臨危險。

#### 地熱能

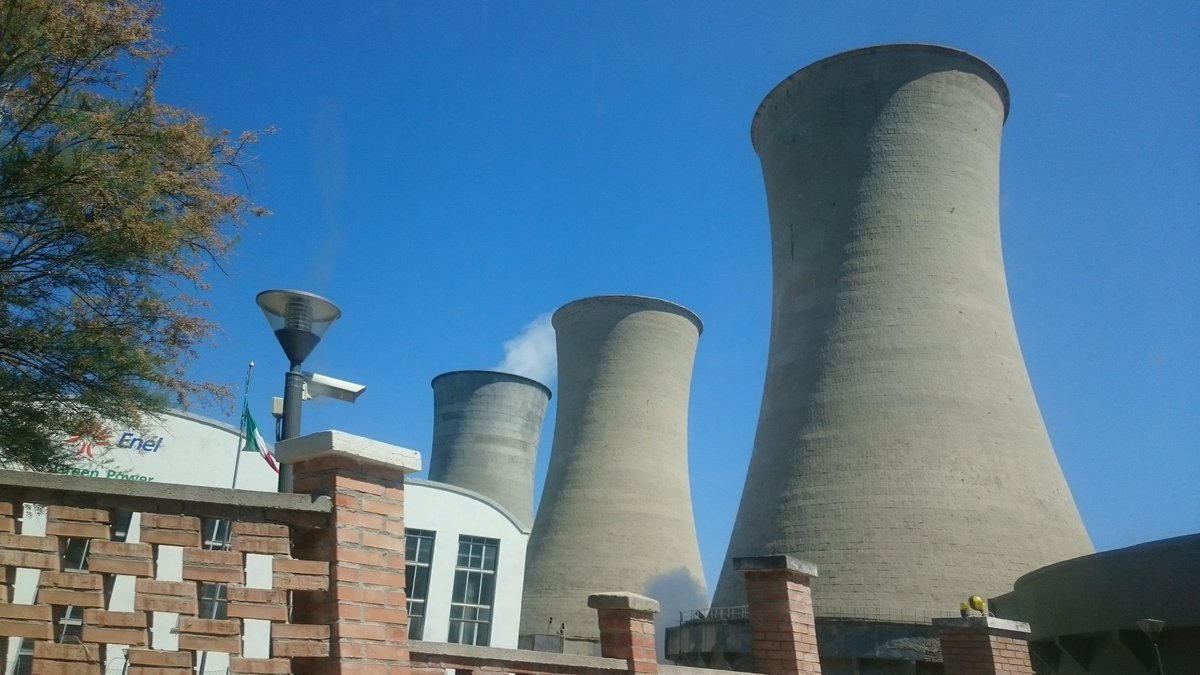
位於義大利中部拉德雷羅地熱能發電廠的冷卻塔。

地熱能是利用地下深處的熱能來發電，或是加熱水和為建築物供暖。使用地熱能集中在能經濟取得此種熱能的地區：需要高溫、熱量流動和滲透性（流體能夠通過岩石的能力）三者結合。電力是經由地下水庫產生的蒸氣來生產。於2020年，地熱能佔全球能源生產的比例不到1%。
地熱能是一種再生資源，因為熱能不斷從鄰近較熱地區補充而來以及天然放射性物質衰變的結果。平均而言，地熱能發電的溫室氣體排放量不到燃煤發電的5%。地熱能發電有誘發地震的風險，需要有效保護以避免造成水污染，同時可能會排放有毒物質。

#### 生物能源

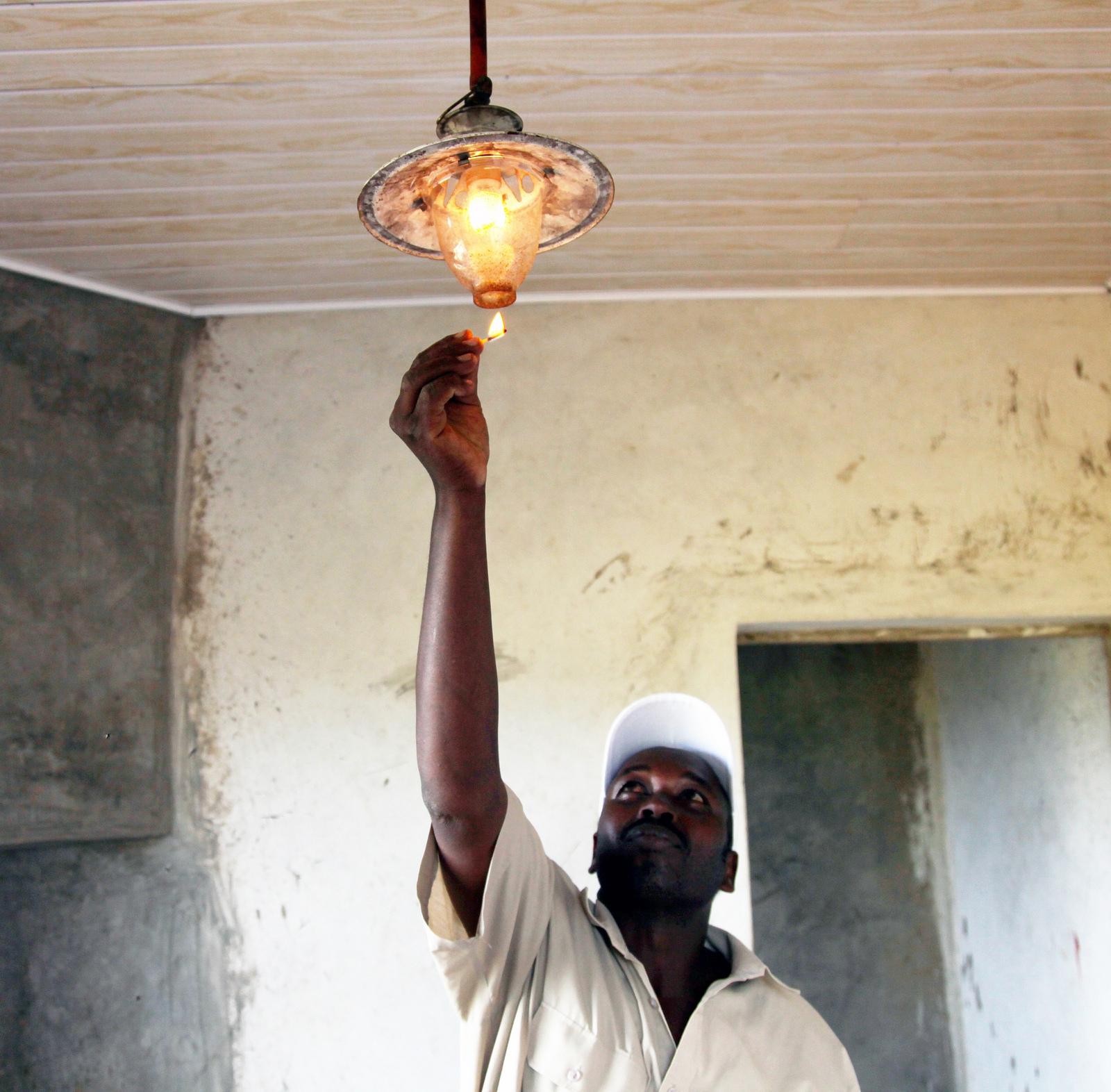
一位肯亞乳品農民點亮生物燃氣燈。生物燃氣由生物質產生，是一種再生能源，可用於烹飪或是照明。

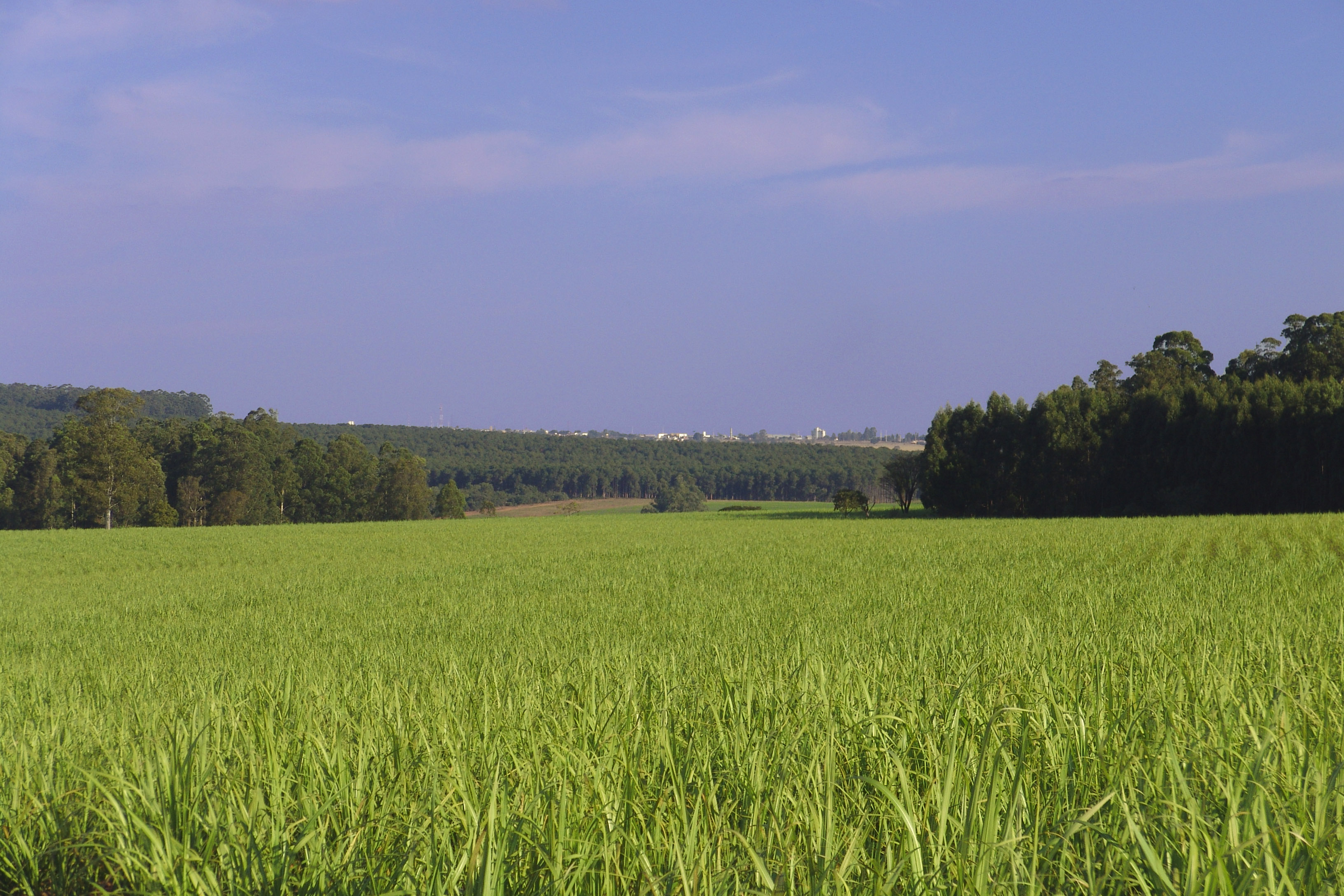
一處巴西的甘蔗種植園，所產的蔗糖用於生產綠色乙醇。

生物質是來自植物和動物的再生有機材料。可燃燒來產生熱能和電力，也可轉化為生物燃料，例如生質柴油和乙醇，為車輛提供動力。
生物能源對氣候影響的程度有很大差異，取決於原料的來源及種植方式。例如燃燒木材獲取能量會釋放二氧化碳，如果在管理良好的森林中用新樹取代被砍伐的樹木，這些排放量可被大幅抵消，因為新樹在生長時會大幅吸收空氣中的二氧化碳。然而種植生物能源作物可能會擾亂自然生態系統，導致土地退化，並消耗水資源和化學肥料。在熱帶地區傳統上用於加熱和烹飪的木材中，約有三分之一是以不可持續的方式採伐。生物能源的材料通常需使用很大能量來採集、乾燥和運輸，這些過程會排放溫室氣體。在某些情況下因為土地利用變化、耕種和加工的影響而導致生物能源的整體碳排放量較使用化石燃料為高。
在農田種植生物質會導致原可用於生產糧食的土地減少。美國約有10%的車用汽油已被玉米乙醇取代，要耗用玉米收成中很大部分來生產。在馬來西亞和印尼，砍伐森林以生產用於生質柴油的棕櫚油已導致嚴重的社會和環境影響，因為這些森林是重要的碳匯和多個物種的棲息地。由於植物的光合作用僅捕捉陽光中能量的一小部分，因此生產一定數量的生物能源需要大量土地。
由非糧食作物或廢棄物生產的第二代生物燃料可減少在糧食生產方面的競爭，但又可能會產生其他負面影響，如與保護區和當地空氣污染的權衡。相對上具永續性的生物質來源有藻類（參見藻類生質燃料）、廢棄物和在不適合糧食生產的土地上種植的作物。
碳捕集與封存技術可用於捕集生物能源發電廠的排放。這種過程被稱為生物能源與碳捕獲和儲存（BECCS），可產生大氣中二氧化碳淨移除的結果。但BECCS也可能導致二氧化碳淨增加的結果，具體取決於生物質材料的種植、收穫和運輸方式。在某些氣候變化緩解途徑中所描述的BECCS部署，需要用到大量農地。

#### 海洋能
目前海洋能在能源市場中的佔比最小。此類能源有海水溫差發電法（OTEC）、潮汐能（接近成熟的技術）和波浪能（處於早期發展階段）。於法國和韓國的兩個潮汐攔壩發電系統佔全球此類發電量的90%。雖然此類單一設備對環境構成的風險很小，但擴展成大規模後的影響卻鮮為人知。

### 不可再生能源

#### 化石燃料間轉換與緩解
從煤碳改用天然氣在永續性方面有其好處。對於生產的特定單位能源，天然氣的生命週期溫室氣體排放量（參見不同能源的生命週期溫室氣體排放）約為風能或核能排放量的40倍，但遠低於煤碳的（燃燒天然氣發電時產生的排放量約為煤碳的一半，用於產生熱量時的排放量約為煤碳的三分之二）。燃燒天然氣產生的空氣污染也比煤碳為少。然而天然氣本身就是一種強效溫室氣體，開採和運輸過程中的洩漏可能會將其較煤碳具有的優勢抵消。遏制甲烷洩漏的技術已廣為存在，但少有受到利用。
放棄煤碳，改用天然氣可在短期內減少排放，有助於減緩氣候變化。但從長遠來看，它並不能提供實現淨零排放的途徑。發展天然氣基礎設施存在碳鎖效應和擱淺資產的風險，新的化石基礎設施或是會產生數十年的碳排放，或是必須在獲利之前就須廢除。
利用CCS可顯著減少化石燃料和生質能發電廠的溫室氣體排放。大多數研究所採的假設是CCS可捕集發電廠85-90%的二氧化碳排放量。但縱然燃煤發電廠的90%的二氧化碳排放量受到捕集，未捕獲的排放量仍比核能、太陽能或風能單位發電量的排放量高出許多倍。由於採CCS的燃煤電廠效率較低，因此需要使用更多煤碳，而將與煤炭開採和運輸相關的污染升高。 CCS的成本高昂，在很大程度上取決於所處位置是否接近適合將二氧化碳封存的地質條件。此種技術的部署數目仍然有限，全球截至2020年只有21座配備有大型CCS設備的發電廠在運作。

#### 核能

自1985年開始，低碳能源發電的比例僅微幅上升。大部分再生能源的部署受核能發電佔比的下降而整體受到影響。

核能發電從1950年代起一直被用作低碳的基本負載電力來源。全球有30多個國家的核電廠，其電力產量約佔全球的10%。截至2019年，核能發電量在所有低碳能源的佔比為四分之一以上，排名僅在水力發電之後。
核電生命週期的溫室氣體排放（包括鈾的開採和加工）與再生能源的相似。核電表面功率密度（即每生產單位電力佔用的土地面積）較其他主要再生能源少很多。此外，核電不會造成當地空氣污染。用於核電廠燃料的鈾礦是不可再生資源，但其存量足以提供人類數百至數千年的使用。然而目前能夠以經濟可行的方式取得的鈾資源有其限度，鈾生產在電力生產擴張階段很難跟上需求的增加。與具有恢弘目標的氣候變化緩解途徑中，通常會將增加核電供應作為選項。
關於核電是否為可持續能源存在爭議，部分原因是對放射性廢料、核武器擴散和事故的擔憂。放射性廢料必須花費數千年的時間管理，核電廠產生的易分裂材料可用於軍武用途。對於生產的每單位電力，核能造成的意外和與污染相關的死亡遠少於化石燃料，且核能的歷史死亡率與再生能源相當。公眾對核能的意見常使核電廠成為政治問題，而難以進行。
幾十年來，將建造新核電廠的時間和成本降低一直是個目標，但成本仍然很高，時間跨度也很長。目前有不同的新型核能電廠正在開發中，希望能將傳統核電廠的缺點克服。快增殖反應爐能回收放射性廢料，因此可顯著減少所需的地質處置工作，但尚未能作大規模商業部署。使用釷燃料發電（而非鈾）的核電或許能為沒有大量鈾供應的國家提供更高的能源安全。小型模組化反應器爐較目前大型反應爐可能具有幾個優點：可更快興建，而且這種模組化可讓營運透過邊做邊學的過程把成本降低。
一些國家正進行可控核融合反應爐的開發工作，這種反應爐會產生少量廢棄物，且無爆炸風險。雖然核融合發電已在實驗室中取得進展，但將其商業化和規模化需要花費數十年的時間，表示此法不太可能讓全球在2050年達到淨零排放的目標上發揮作用。
歐盟在2022年有條件地將核電列為永續能源的過渡選項。

## 能源轉型

根據彭博新能源財經報導，全球於2022年的能源轉型投資首次與化石燃料投資金額相等。

將全球升溫控制在2°C以下所需的減排需要將整個系統內能源的生產、分配、儲存和消費改變。對一個社會而言，要用一種能源形式取代另一種，必須將能源系統中的多種技術和行為改變。:202–203以燃油車輛轉換為使用太陽能發電的電動載具為例，這個過程需要許多方面的配合:電網升級與改造，及引入電網儲能設備以適應太陽能光電輸出的間歇性、擴大使用電動載具，以及擴充電動載具的充電設施和維修/保養網絡。
許多氣候變化緩解途徑所設想的三個主要低碳能源面向為：
- 使用低排放能源發電
- 電氣化 - 即增加電力使用，而非直接燃燒化石燃料
- 加速採用改善能源效率的措施[139]:7.11.3

一些能源強度高的技術和流程很難電氣化，例如航空業、航運業和煉鋼業。目前有多種選項可減少這些部門的排放：生物燃料和合成碳中和燃料可為許多原本使用化石燃料的車輛提供動力，但生物燃料無法以可持續的方式大量生產，且目前成本非常昂貴。目前電氣化最突出的替代方案是開發綠氫作為燃料使用。
將全球能源系統完全脫碳，預計需花費幾十年的時間，且大部分可透過現有技術來實現。由IEA發佈，全球到2050年實現淨零排放的提案中，約35%的減排量將依賴截至2023年仍在開發的技術來達成。.相對不成熟的技術包括有使用電池和製造碳中和燃料的工藝。開發新技術需要研發、示範並經由廣泛部署以將成本降低。
向零碳能源系統轉型將為人類健康帶來巨大的共同效益：WHO估計僅透過減少空氣污染，將全球升溫限制在1.5°C的工作，每年就可挽救數百萬人的生命。透過良好的規劃和管理，到2030年可透過符合氣候目標的方式讓多數人獲得電力和清潔烹飪設施。史上一些國家利用煤碳而取得快速的經濟成長。然而，如果能有充足的國際投資和知識移轉，許多貧窮國家和地區仍有機會透過發展再生能源系統來跳脫依賴化石燃料的困境。

### 整合間歇性能源

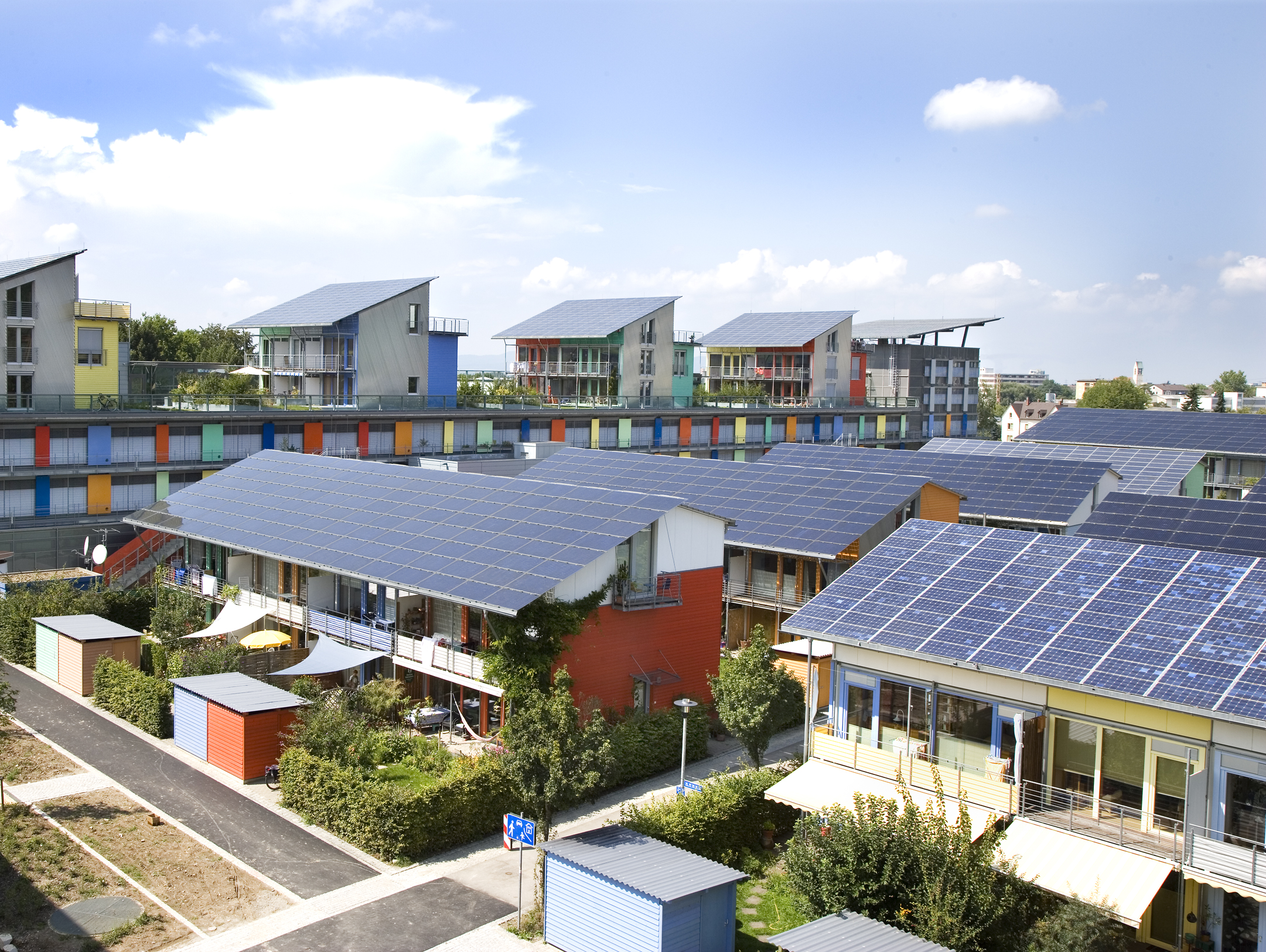
德國的施利爾伯格太陽能定居點，社區發電量大於消耗量。建築將屋頂太陽能面板整合，以達到最高發電效率。

為將風能和太陽能等間歇性能源轉化為可靠的電力供應，電力系統需要靈活性。大多數電網都為提供不間斷能源（例如燃煤發電廠）而建造。當有越來越多的太陽能和風能電力併入電網，就須對系統進行變革，以確保電力供應與需求匹配。全球於2019年，此類能源發電量的佔比有8.5%，且在迅速增長中。
目前已有多種方法可讓電力系統更加靈活。在許多地方，風能和太陽能發電在日常和季節範圍內有互補的作用：當太陽能發電量在夜間和冬季較低時，風能反能產生較多的電力。透過長距離傳輸線將不同的區域連結可進一步將間歇性消除。可透過能源需求管理和智慧電網將電力需求高峰進行變動。透過電網儲能，可在有需要時釋放多餘的能量。Power-to-X（利用電力將多餘的再生能源轉換成其他形式的能量載體 (X) 過程）可以提供進一步的靈活性。
建造冗餘的風能和太陽能發電能力有助於確保即使在惡劣天氣下也能提供足夠的電力。在最佳天氣時，如果無法使用或儲存多餘的電力，則可能要將發電量降低。在用電尖峰時期，可透過使用水力、生質能源或天然氣等可調度能源來發電作彌補。

#### 能源儲存

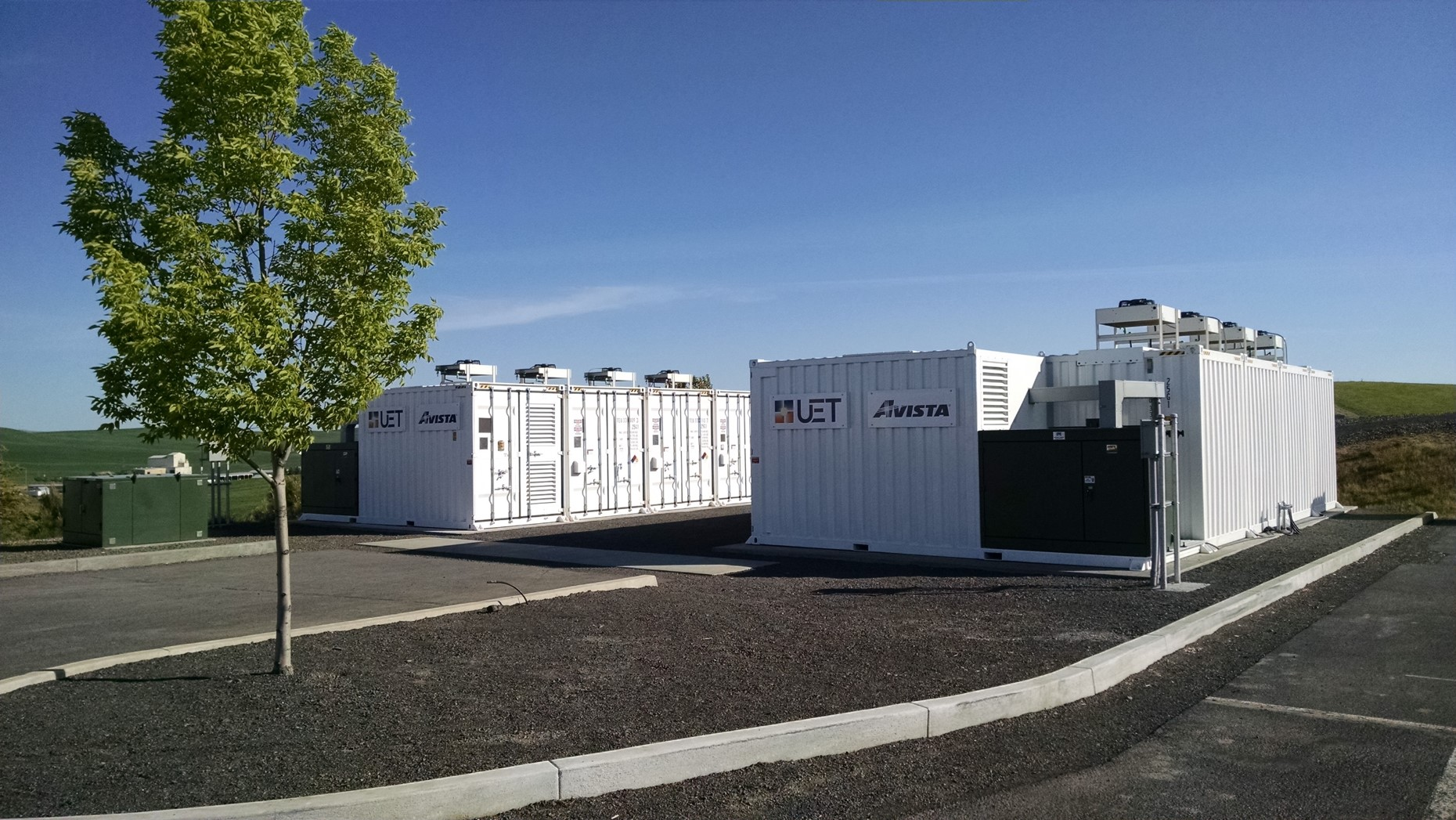
裝置於如貨櫃容器內的電池儲能設備

儲能有助於克服間歇性再生能源的缺點，是永續能源系統中的重要功能。最常用的方法是抽水蓄能發電，這種發電方式需用到兩個具有相當高低差的水庫。電池（特別是鋰離子電池），也有廣泛的部署。電池通常用於短期儲存電力，具有足夠能力供整個季節使用的技術也在研究之中。美國自2015年以來，公用事業規模電池的成本已下降約70%，但電池的成本和低能量密度使得它們對於平衡能源生產的季節間變化，而需建立的超大儲存能力而言是不切實際。抽水蓄能和電轉氣（將電力轉換為可燃氣，再用來發電）已在一些地方實施，可供為時數月的使用。

### 電氣化

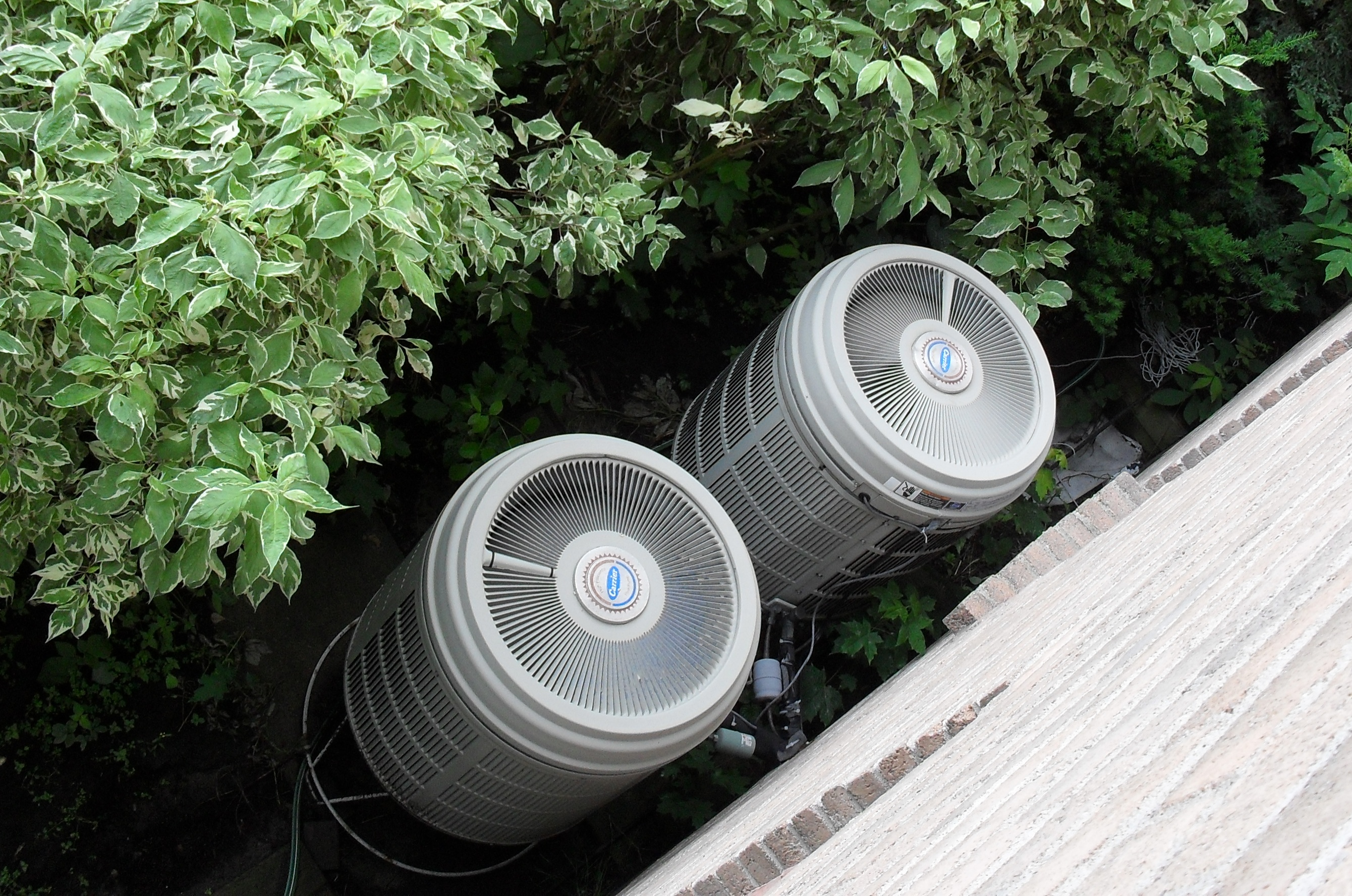
裝置於室外的熱泵，使用這種電氣化暖氣裝置可降低溫室氣體排放。

在能源系統中，電力部門進行排放量減少的速度會比其他部門為快。截至2019年，全球有37%的電力由低碳能源（再生能源和核能）生產。其餘的由化石燃料（主要是煤碳）提供。減少溫室氣體排放最簡單、最快的方法之一是逐步淘汰燃煤發電廠並增加再生能源發電。
減緩氣候變化的途徑設想出廣泛的電氣化 - 用電力取代直接燃燒化石燃料為建築物供暖和供交通運輸使用。積極的氣候政策目標是要在2050年之前，將電能佔最終能源消耗的比例提高，從2020年的20%提高到40%。普及電力供應的挑戰之一是向農村地區提供。例如利用小型，獨立式太陽能光電和迷你電網為鄉村提供足夠的電力，是種重要的解決方案。當有可靠的電力供應，可將開發中國家將常見的煤油照明和柴油發電機的使用減少。
產生和儲存再生電力的基礎設施需要用到礦物和金屬（例如用於製造電池的鈷和鋰，以及用於製造太陽能面板的銅）。如果產品生命週期配置良好，可透過回收以滿足部分製造需求，但實現淨零排放仍需大幅增加17種金屬和礦物的開採量。這些商品的市場往往由一小群國家或公司主導，而引發地緣政治問題。例如世界上大部分鈷是在剛果民主共和國開採，該國的政治並不穩定，採礦往往與人權風險產生關聯。將採購的地理範圍多樣化可確保有更靈活、且較不脆弱的供應鏈。

### 氫
氫氣是一種能源載體，可降低溫室氣體排放，在能源領域中受到廣泛討論。但前提是氫氣必須能以清潔的方式大量生產，才能滿足各個部門和應用領域的需求，特別是在更便宜、更節能的減排替代方案有限的情況下。這些應用領域包括重工業和長途運輸。
氫可用於燃料電池中發電，或透過燃燒來產生熱量。當燃料電池消耗氫氣時，唯一的排放物是水蒸氣。氫氣燃燒會導致有害的氮氧化物形成。氫氣的整個生命週期排放取決於其生產方式。目前世界上幾乎所有的氫都是由化石燃料所產生。主要是採蒸汽重整法 - 蒸汽與天然氣的主要成分甲烷發生化學反應而產生氫氣。此種過程生產一噸氫氣會排放6.6–9.3噸二氧化碳。雖然CCS可消除大部分排放，但截至2021年，從天然氣產生氫氣的整體碳足跡很難評估，部分原因是天然氣本身在開採過程中發生的甲烷排放（包括宣洩排放和洩漏排放）。
使用由可持續方式產生的電力來分裂水分子，可產生可持續的氫氣。但這種電解過程目前比在不使用CCS的情況下從天然氣製造氫氣更為昂貴，且轉換效率不高。當間歇式再生電力過剩時，可用於生產氫氣，然後儲存，再用來產生熱或電力。或可進一步轉化為綠氨、綠甲醇等液體燃料。發生於水電解設備的創新，可大規模用電來生產氫氣，提升成本競爭力。
氫燃料可產生鋼鐵、水泥、玻璃和化學品工業生產過程中所需的高熱，而與其他技術（例如鋼鐵業的電弧爐）共同促進工業脫碳。對於煉鋼來說，氫氣可作為清潔能源載體，同時作為替代焦炭的低碳催化劑。用於交通運輸氫氣可在航運、航空以及較小程度的重型貨車中有最大的應用。對於包括乘用車在內的輕型交通工具，氫遠不如其他新能源的應用，特別是與純電動車相比，在未來可能不會發揮重大作用。
氫的缺點包括具爆炸性、較其他燃料的體積大以及容易導致管道變脆，而造成高儲存和分配成本。

### 能源使用技術

#### 交通運輸

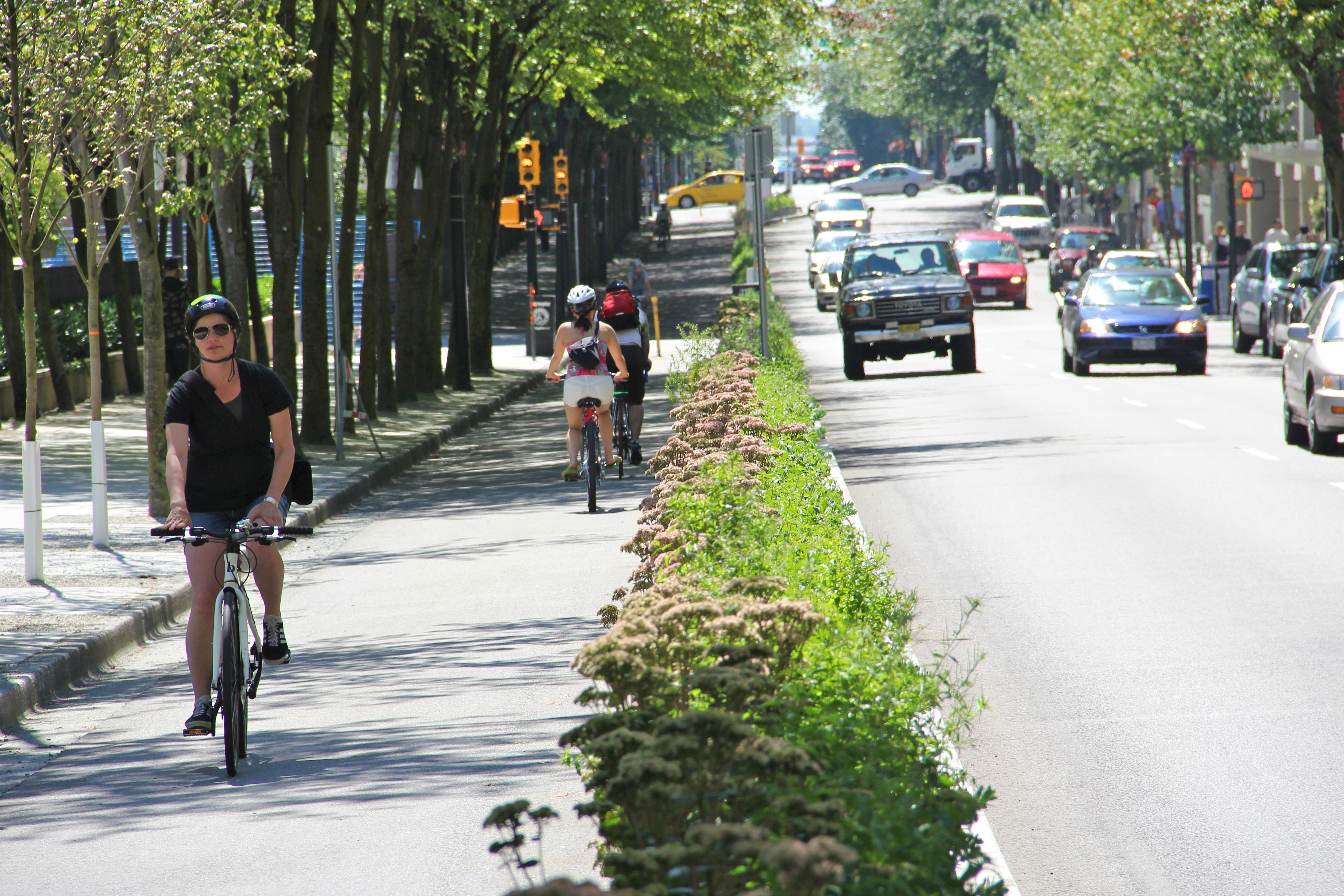
加拿大溫哥華所設的自行車專用道，鼓勵人們採可持續方式移動。

交通運輸產生的溫室氣體排放佔全球的14%，[但有許多方法可讓交通運輸更具永續性。因為火車和巴士可同時運載更多的乘客，每位大眾運輸乘客排放的溫室氣體通常比使用私家車為少。短程飛機航班可用高速鐵路代替，效率更高，特別是在電氣化的情況下。推廣步行和使用自行車等非機動移動方式，特別是在城市，可讓交通更加清潔和健康。
汽車的能源效率會隨時間不斷提高，但轉向使用電動載具是實現交通脫碳和減少空氣污染的重要一步。與交通相關的空氣污染很大部分由道路灰塵以及輪胎和煞車片產生的顆粒物造成。電氣化無法大幅減少這些非廢氣排放源的污染，而需採取諸如減輕車體重量和減少駕駛次數等措施來達成。輕型汽車尤其是使用電池脫碳的重要候選者。目前世界二氧化碳排放量的25%仍由交通部門產生。
長途貨運和航空兩產業依目前的技術仍難以實現電氣化，主要是因為所需的電池重量、電池充電時間和有限的電池壽命問題難以克服。通常船舶和鐵路貨運比航空和公路更具永續性。氫是卡車等大型車輛的可能燃料選項。降低航運和航空排放的許多技術仍處於開發初期，其中氨（由氫而來）是航運燃料的適合候選者。如果能在航空生物燃料製造過程中將排放物捕集及封存，可讓使用生物能源成為更好的選擇。

#### 建築與烹飪

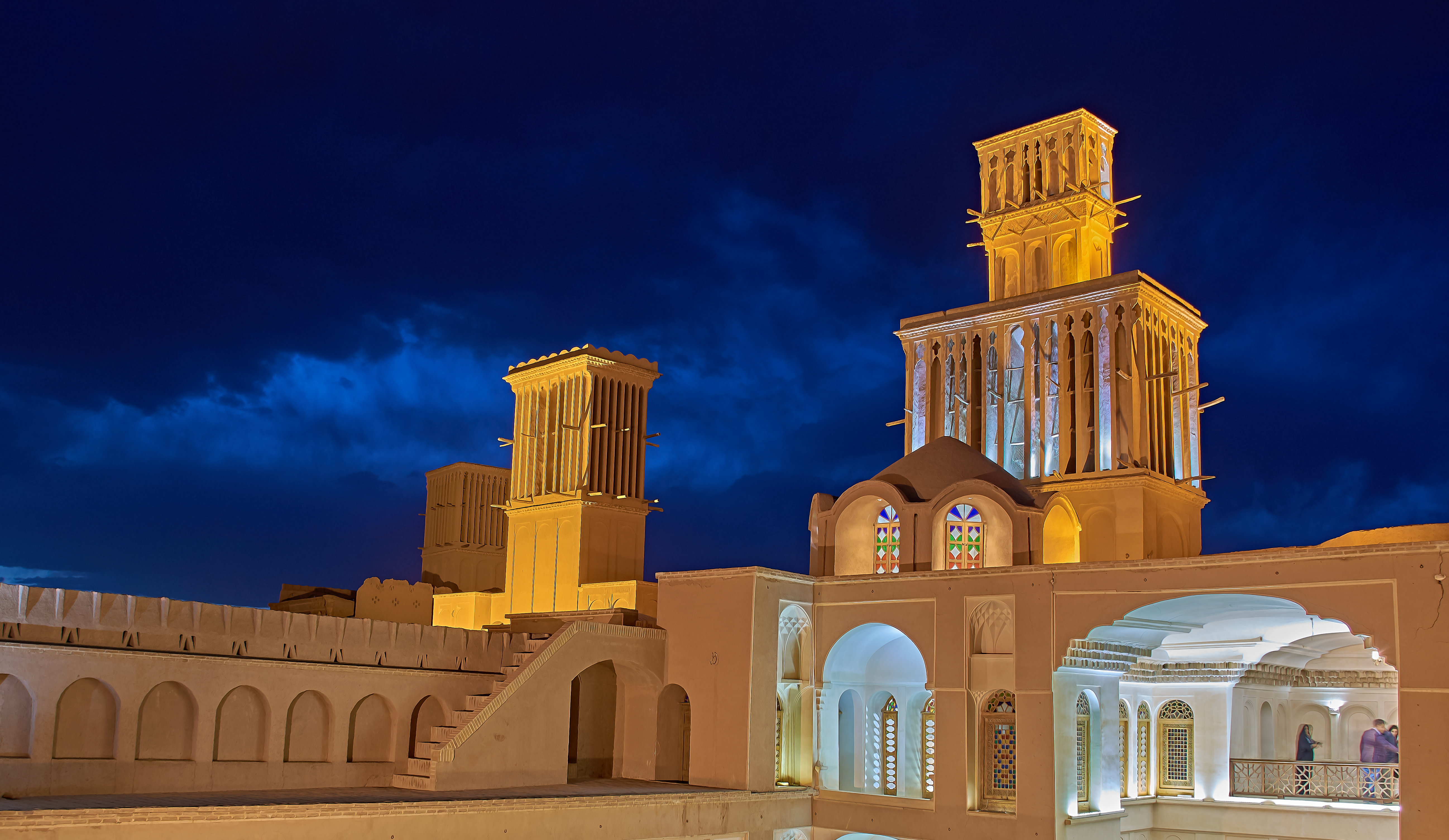
傳統的被動式太陽能建築設計，如伊朗的捕風塔，完全不需要使用任何能源就能引進涼爽空氣。

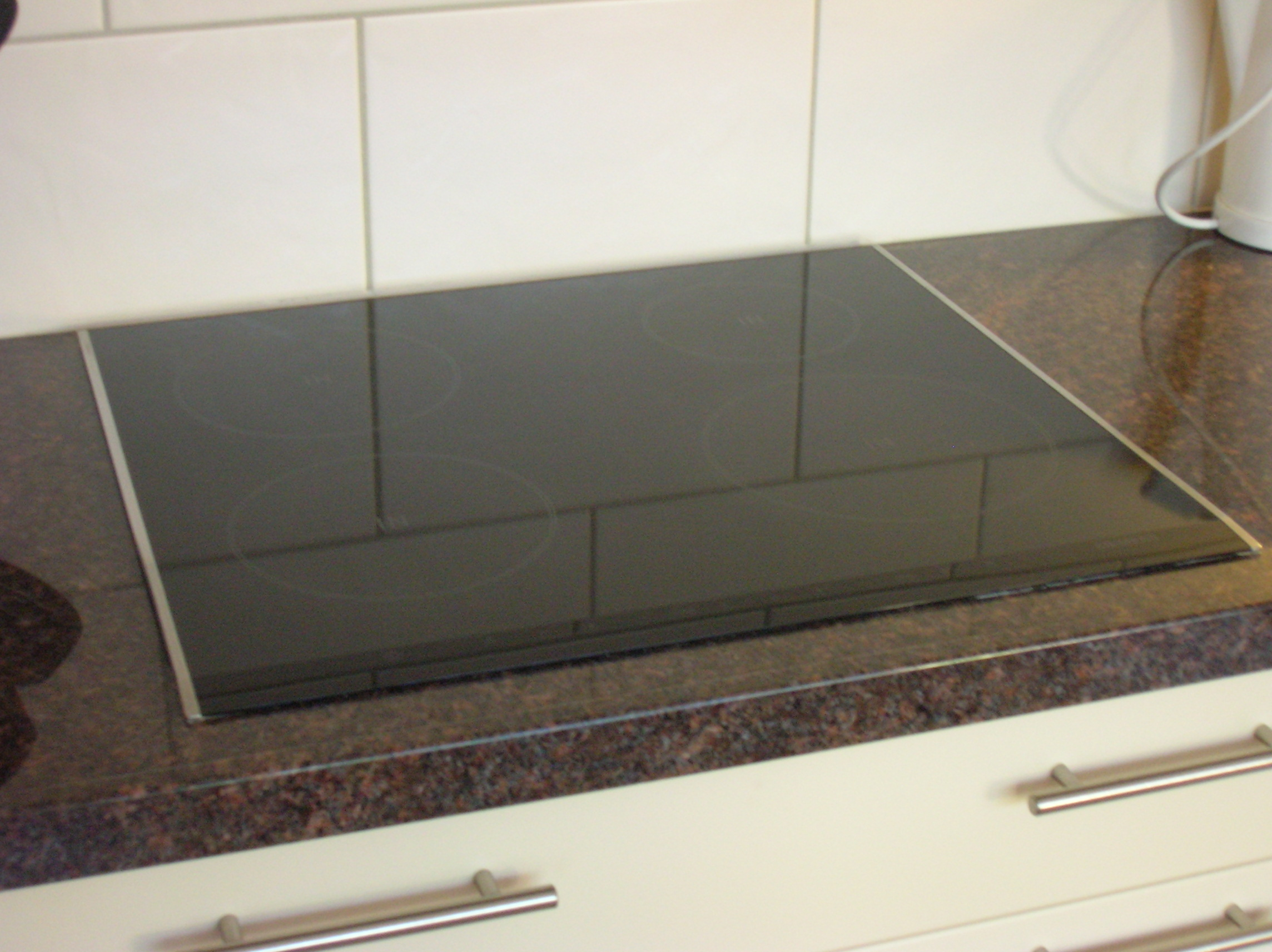
就烹飪而言，電磁爐是能源效率最高、安全性最好的選擇之一 。

全球有超過三分之一的能源消耗是用於建築物及其建造的用途上。向建築物供暖，取代燃燒化石燃料和生物質的方案有利用熱泵或電熱設備（電氣化）、地熱能、中央式太陽能供暖、廢熱再利用和季節性熱能儲存。熱泵透過單一設備即可提供熱能和空調用途。 IEA估計將來熱泵可滿足全球90%以上的空間和水加熱所需。
區域供暖是一種高效的建築物供暖方式，熱量在一集中所在產生，然後通過絕緣管道分送到多個建築物。傳統上，大多數區域供熱系統都使用化石燃料，但現代和位於寒帶的區域供熱系統均已使用高比例的再生能源。
透過被動式太陽能建築設計、降低城市熱島效應的規劃以及使用管道冷水進行的區域冷卻系統，可提高建築物的冷卻效率。空調需要大量電力，貧困家庭可能無能力負擔。一些空調機組仍使用屬於溫室氣體的冷媒，因為仍有國家尚未批准僅能使用氣候友善冷媒的基加利修正案（《蒙特婁議定書》的附加條款）。
在能源匱乏的開發中國家，人們經常使用木材或動物糞便等污染性燃料來烹飪。使用這些燃料會釋放有害煙霧，而且採伐木材會導致森林退化。清潔烹飪設施在富裕國家已經無所不在，普遍採用可大幅改善健康，且對氣候產生最小的負面影響。清潔烹飪設施，例如產生較少室內油煙的設施，通常使用天然氣、液化石油氣（兩者都會消耗氧氣並產生二氧化碳）或電力作為能源，在某些情況下，生物燃氣是一種有前途的替代方案。改良的爐灶比傳統爐灶更能有效燃燒生物質，是轉型到清潔烹飪系統之前的短期解決方案。

#### 工業
工業消耗的能源超過全球的三分之一。大部分用於產生熱量、進行乾燥和冷卻之用。 於2017年，再生能源在工業中的佔比為14.5% - 主要是生物能源和電力提供的低溫熱能。工業中能源密度最高活動中，使用再生能源的比例最低，因為它們僅能產生不高於200°C (390°F) 的溫度。
對於某些工業流程，需要將尚未建成或大規模運作的技術商業化，以將溫室氣體排放消除。例如煉鋼很難電氣化，因為傳統上它使用焦炭，既能產生非常高的溫度，又可作為鋼鐵本身的成分。塑膠、水泥和化學肥料的生產也需要大量能源，脫碳的可能性有限。轉向循環經濟將讓工業更具永續性，因為開採和提煉新原料所需的能源遠高於將材料回收所需的。

## 政府政策
政府透過精心設計的促進能源轉型政策可同時降低溫室氣體排放和改善空氣品質，在許多情況下還可提高能源安全並減輕使用能源的財務負擔。
世界各地自1970年代開始即使用環境法規來促進能源更永續的利用。一些政府已承諾逐步淘汰燃煤電廠，並結束新化石燃料勘探。政府會要求新車零排放，或新建築使用電力而非瓦斯取暖。一些國家的再生能源組合標準要求公用事業公司升高再生能源發電的比例。
政府可透過引領建設長距離輸電線路、智慧電網、氫氣管道等基礎設施來加速能源轉型。在交通運輸領域，適當的基礎設施和激勵政策可提高出行效率並減少對汽車的依賴。阻止都市擴張的規劃可減少當地交通和建築的能源使用，同時提高生活品質。政府資助的研究、採購和激勵政策歷來對於太陽能和鋰電池等清潔能源技術的發展和成熟有重要的作用。在IEA發佈，全球到2050年實現淨零排放能源系統的設想中，公共資金將被迅速動員，將一系列更新的技術引入示範階段，然後進行部署。

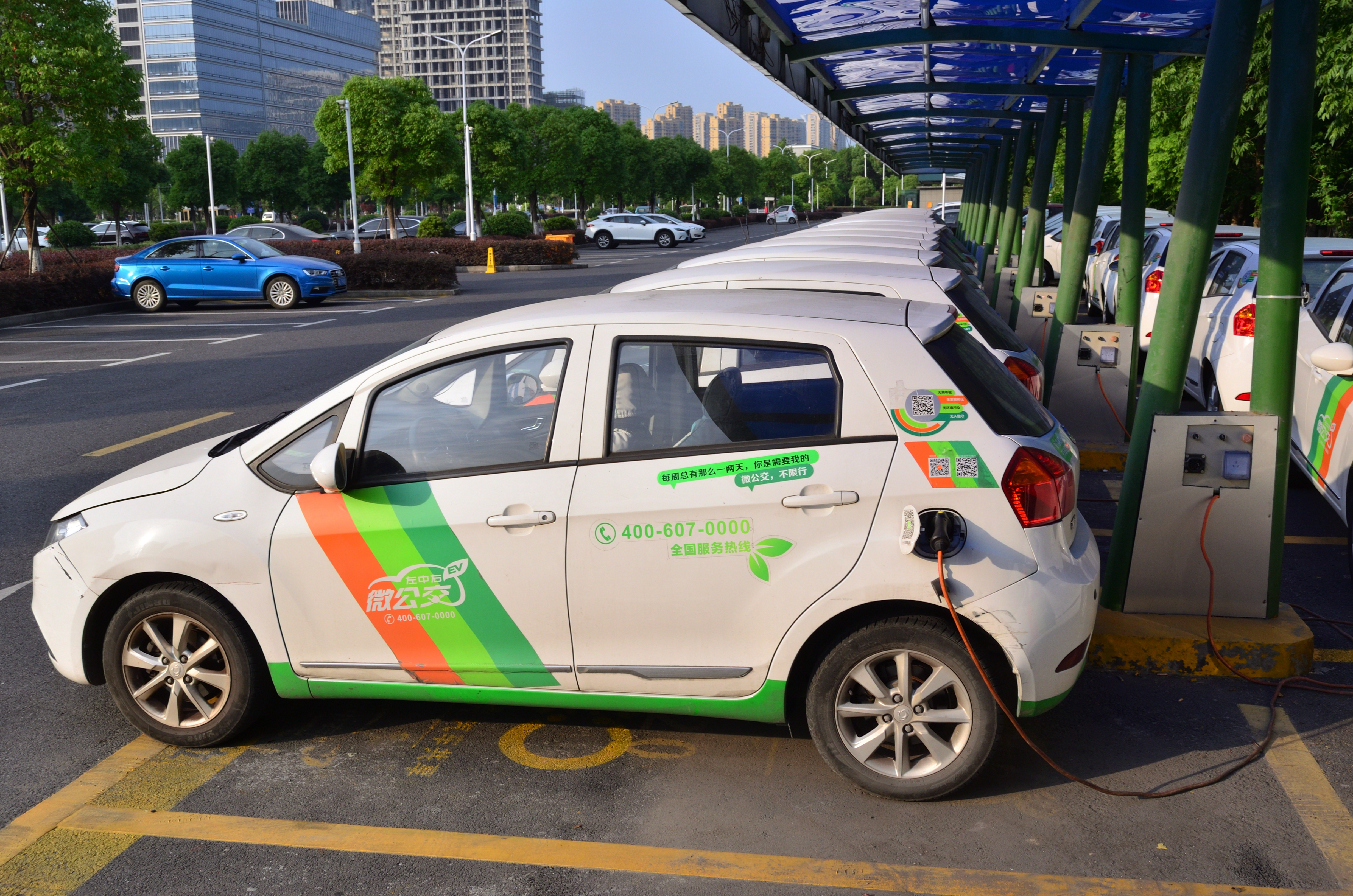
幾個國家和歐盟已承諾在特定日期之前，所有新車都必須是零排放車輛。

碳定價（例如對二氧化碳排放徵稅）可激勵產業和消費者減少排放，同時讓它們選擇如何進行。例如他們可轉而使用低排放能源、提高能源效率，或是減少使用能源密集的產品和服務。碳定價在一些司法管轄區遭遇到強烈的政治阻力，而採行特定目的的能源政策往往會具有更高的政治安全性。大多數研究結論顯示為將全球升溫限制在1.5°C，除制定碳定價外，尚需輔以嚴格的能源政策。截至2019年，全球大多數地區的碳價格過低，將難以實現《巴黎協定》中設定的氣候目標。.碳稅成為一種收入來源，可用其降低其他的稅收或幫助低收入家庭負擔更高的能源成本。歐盟和英國等一些政府正在探索實施環保關稅，對從氣候政策較不嚴格的國家進口產品徵收關稅，以確保境內受碳價格影響的產業能維持競爭力。
但截至2020年，啟動改革的規模和步伐遠低於能實現《巴黎協定》氣候目標所需。除各國制定與實施國內政策外，還需加強國際合作，以加速創新並幫助較貧窮國家建立一條實現全面取得永續能源之路。
各國可支持再生能源以創造就業機會。國際勞工組織估計將全球升溫限制在2°C的做法將可為大多數經濟部門創造出就業機會的淨增加。報告預測到2030年，再生能源發電、提高建築能效以及向電動車轉型等領域將可創造2,400萬個新的就業機會，而採礦和化石燃料等產業將失去600萬個工作機會。政府可透過確保以化石燃料產業為生的從業者和地區實現公正轉型，讓他們有替代經濟出路，最終導致永續能源轉型在政治和社會上更為可行。

## 融資

電動運輸和再生能源是再生能源轉型的關鍵投資領域。

要達成能源轉型，先決條件是能籌集足夠的資金用於創新和投資。IPCC估計將全球升溫限制在1.5°C之內，於2016年至2035年間每年需投資2.4兆美元於能源系統。許多研究報告認為這種佔全球GDP2.5%的支出遠小於其在經濟上和健康上能取得的利益。預計到2050年，低碳能源技術和能源效率的年均投資需比2015年增加六倍。資金不足的狀況在最低度開發國家尤為嚴重，這類投資對私部門不具吸引力。
《聯合國氣候變化綱要公約》中估計全球於2016年的氣候融資總額為6,810億美元。其中大部分是私部門在再生能源部署的投資、公共部門對永續交通的投資以及私部門在能源效率的投資。參與簽署《巴黎協定》的已開發國家承諾每年向貧窮國家額外提供1,000億美元，用於減緩和調適氣候變化。然而這一目標尚未實現，且由於會計規則不明確而讓對進展的衡量難以進行。在交通運輸領域，永續能源如氫氣和合成燃料到2050年可能佔能源消耗的20%到30%之間。而在工業領域，其使用量可能達到總能源消耗的5%到20%之間，如果化工、肥料、陶瓷、鋼鐵和有色金屬等高耗能產業投入大量研發資源，此比例可能會更高。
目前持續對化石燃料產業的融資和提供補貼是能源轉型的重大障礙。於2017年，全球對化石燃料的直接補貼為3,190億美元。 如果計入間接成本（例如空氣污染的影響），這一數字將上升至5.2兆美元。取消這些補貼可能導致全球碳排放量減少28%，源於空氣污染的死亡人數減少46%。COVID-19大流行並未對清潔能源的資金挹注造成影響，反倒是相關的經濟刺激計劃也為綠色復甦帶來契機。

### 資料來源
- Galarraga, Ibon; González-Eguino, Mikel; Markandya, Anil (编). . Edward Elgar Publishing. 2011. ISBN 978-1-84980-115-7. OCLC 712777335.
- Golus̆in, Mirjana; Popov, Stevan; Dodić, Sinis̆a. . Academic Press. 2013. ISBN 978-0-12-391427-9. OCLC 826441532.
- IEA.  (PDF) (报告): 1–34. 2007. （原始内容存档 (PDF)于2009-10-12）.
- IEA. . International Energy Agency. 2020. ISBN 978-92-64-44923-7. （原始内容存档于2021-08-22）.
- IEA.  (PDF). 2021. （原始内容存档 (PDF)于2021-05-23）.
- ((IEA, IRENA, United Nations Statistics Division, World Bank, World Health Organization)).  (PDF) (报告). World Bank. 2021. （原始内容存档 (PDF)于2021-06-10）.
- IPCC. Edenhofer, O.; Pichs-Madruga, R.; Sokona, Y.; Seyboth, K.;  et al , 编. . Cambridge University Press. 2011. ISBN 978-1-107-02340-6. （原始内容存档于2021-08-27）.
- IPCC. Edenhofer, O.; Pichs-Madruga, R.; Sokona, Y.; Farahani, E.;  et al , 编. . Cambridge University Press. 2014. ISBN 978-1-107-05821-7. OCLC 892580682. （原始内容存档于2017-01-26）.
- IPCC. Masson-Delmotte, V.; Zhai, P.; Pörtner, H.-O.; Roberts, D.;  et al , 编.  (PDF). 2018. （原始内容存档 (PDF)于2020-11-20）.
- IPCC. Shukla, P.R.; Skea, J.; Slade, R.; Al Khourdajie, A.;  et al , 编.  (PDF). Contribution of Working Group III to the Sixth Assessment Report of the Intergovernmental Panel on Climate Change. Cambridge, UK and New York, NY, USA: Cambridge University Press. 2022: 91–92  [2024-07-28]. ISBN 9781009157926. doi:10.1017/9781009157926. （原始内容存档 (PDF)于2023-09-20）.
- IRENA.  (PDF). 2019  [2021-10-17]. ISBN 978-92-9260-151-5. （原始内容存档 (PDF)于2021-09-29）.
- IRENA.  (PDF). 2021. ISBN 978-92-9260-334-2. （原始内容存档 (PDF)于2021-06-11）.
- IRENA; IEA; REN21.  (PDF). 2018. ISBN 978-92-9260-061-7. （原始内容存档 (PDF)于2021-07-24）.
- Jaccard, Mark. . Cambridge University Press. 2020. ISBN 978-1-108-47937-0. OCLC 1110157223. （原始内容存档于2021-09-12）.
- Kutscher, C.F.; Milford, J.B.; Kreith, F. . Mechanical and Aerospace Engineering Series Third. CRC Press. 2019. ISBN 978-0-429-93916-7. （原始内容存档于2020-06-06）.
- Letcher, Trevor M. (编).  Third. Elsevier. 2020. ISBN 978-0-08-102886-5.
- MacKay, David J. C. . UIT Cambridge. 2008. ISBN 978-0-9544529-3-3. OCLC 262888377. （原始内容存档于2021-08-28）.
- Morris, Ellen; Mensah-Kutin, Rose; Greene, Jennye; Diam-valla, Catherine.  (PDF) (报告). ECOWAS Centre for Renewable Energy and Energy Efficiency. 2015. （原始内容存档 (PDF)于2021-03-21）.
- ((National Academies of Sciences, Engineering, and Medicine)). . 2019. ISBN 978-0-309-48452-7. PMID 31120708. S2CID 134196575. doi:10.17226/25259. （原始内容存档于2020-05-25）.
- REN21.  (PDF). REN21 Secretariat. 2020. ISBN 978-3-948393-00-7. （原始内容存档 (PDF)于2020-09-23）.
- REN21.  (PDF). REN21 Secretariat. 2021. ISBN 978-3-948393-03-8. （原始内容存档 (PDF)于2021-06-15）.
- Smil, Vaclav. . Praeger Publishing. 2017a. ISBN 978-1-4408-5324-1. OCLC 955778608.
- Smil, Vaclav. . MIT Press. 2017b. ISBN 978-0-262-03577-4. OCLC 959698256.
- Smith, Kirk R.; Pillarisetti, Ajay. . Kobusingye, O.;  et al  (编).  3rd. International Bank for Reconstruction and Development / World Bank. 2017  [2021-10-23]. ISBN 978-1-4648-0523-3. PMID 30212117. doi:10.1596/978-1-4648-0522-6_ch7. （原始内容存档于2020-08-22）.
- Soysal, Oguz A.; Soysal, Hilkat S. . John Wiley & Sons Ltd. 2020. ISBN 978-1-119-56130-9. OCLC 1153975635.
- Szarka, Joseph. . Palgrave Macmillan. 2007. ISBN 978-0-230-28667-2. OCLC 681900901.
- Tester, Jefferson. . MIT Press. 2012. ISBN 978-0-262-01747-3. OCLC 892554374.
- United Nations Development Programme.  (报告). 2016. （原始内容存档于2021-06-06）.
- United Nations Development Programme.  (PDF) (报告). 2020. ISBN 978-92-1-126442-5. （原始内容存档 (PDF)于2020-12-15）.
- United Nations Development Programme & United Nations Framework Convention on Climate Change.  (PDF). 2019. （原始内容存档 (PDF)于2021-06-12）.
- United Nations Economic Commission for Europe.  (PDF). United Nations. 2020. ISBN 978-92-1-117228-7. （原始内容存档 (PDF)于2021-04-12）.
- United Nations Environment Programme.  (PDF). United Nations Environment Programme. 2019. ISBN 978-92-807-3766-0. （原始内容存档 (PDF)于2021-05-07）.
- United Nations Environment Programme. . United Nations Environment Programme. 2020. ISBN 978-92-807-3812-4. （原始内容存档于2020-12-09）.
- United Nations Framework Convention on Climate Change.  (PDF) (报告). 2018. （原始内容存档 (PDF)于2019-11-14）.
- World Health Organization.  (PDF). 2016. ISBN 978-92-4-156523-3. （原始内容存档 (PDF)于2021-06-12）.
- World Health Organization. . 2018. ISBN 978-92-4-151497-2. （原始内容存档于2021-06-12）.